# یوسف بن اسحاق
یوسف بن اسحاق، (۱۹۱۰–۱۹۷۰ میلادی) نخستین رئیس‌جمهور کشور سنگاپور بود.
چهره یوسف بن اسحاق از سال ۱۹۹۹ در اسکناس‌های طرح پرتره سنگاپور چاپ می‌شود.

## ریاست جمهوری
یوسف بن اسحاق اولین رئیس‌جمهور کشور سنگاپور بود که از سال ۱۹۶۳ میلادی اداره این کشوره را عهده‌دار شد. وی توانست سه دوره اداره این کشور را در کارنامه خود داشته باشد. وی سرانجام در سال ۱۹۷۰ از دنیا رفت.